# Arábia

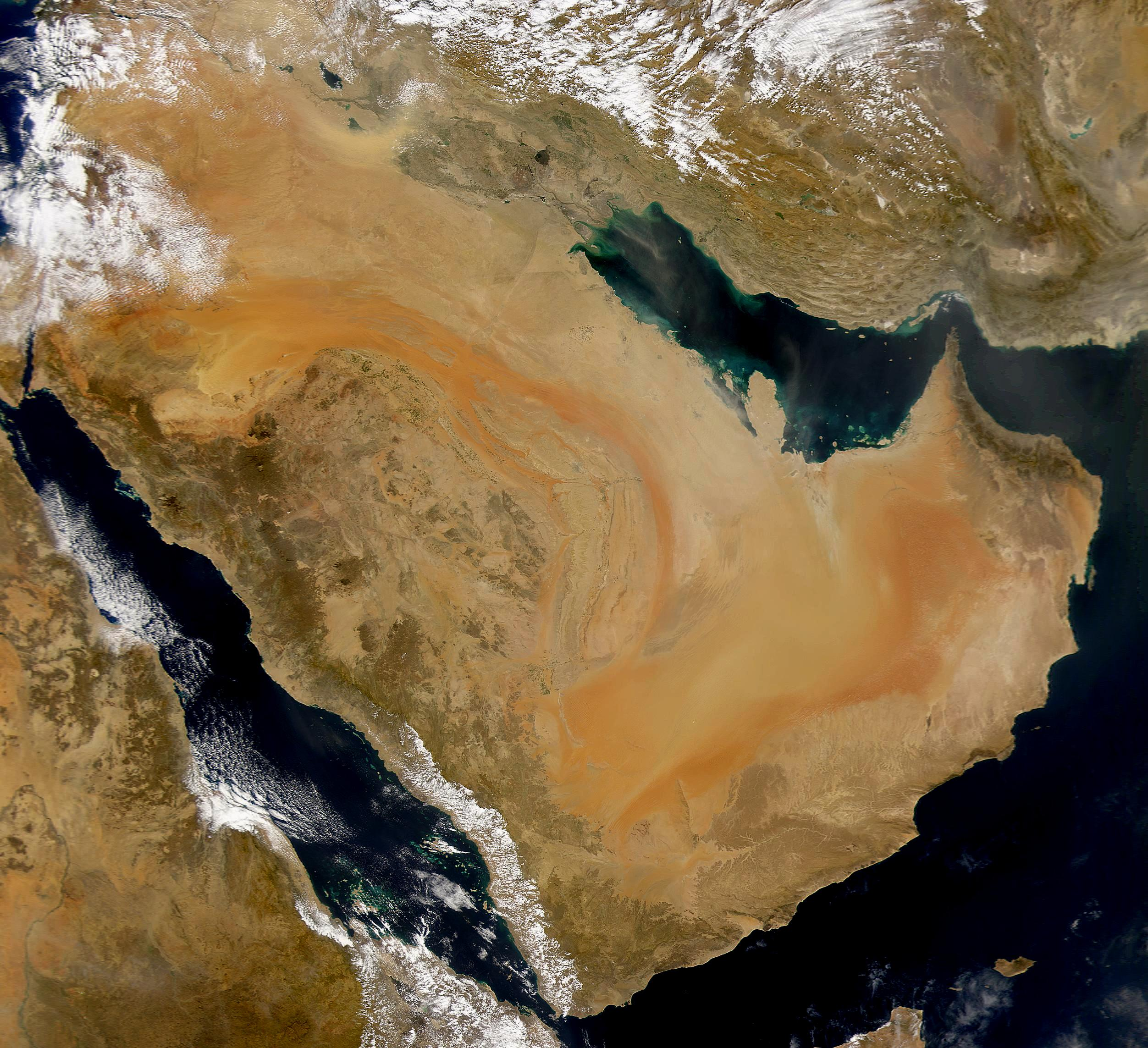
Imagem de satélite da península Arábica.

A Arábia, também conhecida como península Arábica ou Árabe, é uma península no sudoeste da Ásia e situada ao nordeste da África na placa árabe. De uma perspectiva geológica, é considerada um subcontinente asiático. É uma região majoritariamente de clima desértico.
É a maior península do mundo, com 3 237 500 km². A Arábia consiste na Arábia Saudita, no Bahrein, no Catar, no Emirados Árabes Unidos, no Iêmen, no Omã e no Kuwait, e partes da Jordânia e do Iraque.

## Geografia
A península Arábica é localizada no Oriente Médio, a leste da Etiópia e ao norte da Somália, ao sul da Palestina, da Jordânia e da Mesopotâmia, e ao sudoeste do Irã. A península é banhada pelo Mar Vermelho e Golfo de Ácaba, na costa oeste, pelo Golfo Pérsico e pelo Golfo de Omã, na costa leste, e pelo Mar Arábico e Golfo de Masira.

## Etimologia
O nome próprio árabe (e cognatos em outras línguas) tem sido utilizado para traduzir várias palavras com grafias semelhantes e foneticamente diferentes, de textos antigos e clássicos que não têm necessariamente o mesmo significado ou origem. A etimologia do termo está, naturalmente, relacionada com o nome da Península Arábica. Gustave E. von Grunebaum, no seu livro islâmico clássico diz que uma tradução aproximada é imigrante ou nómada.

## História
A região foi tradicionalmente habitada por povos nômades, devido à escassez de água e a aridez do solo, que tornam a região inapropriada para a agricultura. Durante muitos anos, a maior parte dos países que a compõem estiveram atrasados no âmbito da tecnologia. No século XX, o achado de enormes reservas de petróleo na península permitiu aos países da região fomentar um importante desenvolvimento econômico, e suas casas reais se encontram entre as mais ricas do mundo.

## Antiguidade
A região era habitada por sírios, judeus e pastores. As cidades eram governadas por um rei, mas a sucessão não era de pai para filho.  Em vez disso, assim que um novo rei assumia, todas as esposas grávidas dos nobres eram registradas, e sua gravidez acompanhada. O primeiro filho a nascer seria adotado e educado pelo rei, como seu sucessor.

## Peregrinações
Tribos de vida sedentária e mercadores eram influenciados por comerciantes judeus e cristãos das cidades árabes interioranas e do litoral a atrair tribos instaladas nos arredores para peregrinações religiosas que acabavam por transformar-se em grandes feiras.
Pode-se dizer que graças a estes mercadores e tribos houve tempos de paz durante os conflitos. Isso porque, devido ao sucesso das peregrinações, ficou estabelecido desde o século V que durante quatro meses suspender-se-iam os conflitos entre as tribos para que as peregrinações aos estupendos templos cúbicos ocorressem.
Esses grandiosos templos eram constituídos em geral de pedra e guardavam divindades cultuadas pelas várias tribos da Arábia.
Essas peregrinações, alimentadas pelas tréguas, tornaram a cidade de Meca um dos maiores centros religiosos da península.

## Atualidade
Apesar do crescimento devido à exportação do petróleo, a instabilidade política da região e o ainda incipiente desenvolvimento das áreas econômicas não relacionadas com a exploração de hidrocarbonetos ameaçam o futuro da região quando as reservas comecem a esgotar-se.
Medina e Meca, as duas cidades sagradas do Islã encontram-se na Arábia. Os muçulmanos devem peregrinar a Meca uma vez na sua vida, desde que possuam condições físicas e financeiras para tal. Isso faz com que, a cada ano cheguem alguns milhões de muçulmanos de todo o mundo a visitar a cidade.

## Países
Os seguintes países constituem, com toda a sua área, a península Arábica.
- Arábia Saudita: 1 960 582 km² - 24 300 000 habitantes
- Bahrein: 665 km² - 670 000 habitantes
- Emirados Árabes Unidos: 83 600 km² - 3 500 000 habitantes
- Iêmen: 527 970 km² - 20 000 000 habitantes
- Kuwait: 17 818 km² - 2 596 799 habitantes
- Omã: 212 460 km² - 3 000 000 habitantes
- Catar: 11 437 km² - 770 000 habitantes

Parte do Iraque e da Jordânia fazem parte da península. A Arábia Saudita é o maior país da Arábia tanto em área quanto população, e por sua influência, é considerada uma potência regional. O Bahrein, ainda que seja um arquipélago, é parte da região da península Arábica.